# Younes Namli
Younes Namli (Kopenhagen, 20 juli 1994) is een Deens-Marokkaans voetballer die bij voorkeur als offensieve middenvelder speelt. In de zomer van 2023 tekende hij een eenjarig contract bij PEC Zwolle.

## Clubcarrière
Namli is een jeugdexponent van Akademisk BK. Op 28 juli 2013 debuteerde hij voor Akademisk BK in de Deense eerste divisie tegen AC Horsens. Op 12 april 2014 maakte hij zijn eerste doelpunt voor de club in de uitwedstrijd tegen Hobro IK. In zijn eerste seizoen maakte de aanvallend ingestelde middenvelder twee doelpunten in dertig competitiewedstrijden. In de eerste helft van het seizoen 2014/15 maakte hij zeven doelpunten in zeventien competitiewedstrijden. Op 2 januari 2015 werd Namli getransfereerd naar sc Heerenveen, waar hij een contract tot medio 2017 ondertekende. Maakte zijn debuut bij sc Heerenveen op 24 januari 2015 tijdens de thuiswedstrijd tegen Vitesse (4-1). Hij viel in de 87ste minuut in voor Luciano Slagveer. Op 8 juni 2017 werd bekendgemaakt dat hij transfervrij de overstap maakte naar PEC Zwolle. Hij tekende een contract voor drie seizoenen bij de Overijsselse club. Na twee seizoenen verliet hij de club om te gaan spelen voor het Russische FK Krasnodar. Hij ondertekende een contract voor vier seizoenen. In 2020 werd hij verhuurd aan Colorado Rapids. Sinds januari 2022 speelt hij voor Sparta Rotterdam. Na anderhalf seizoen verkaste hij transfervrij naar zijn oude club PEC Zwolle. Hij ondertekende een contract voor één seizoen. Begin september 2024 tekende hij opnieuw een eenjarig contract bij de Zwollenaren.

## Carrièrestatistieken
| Seizoen                   | Club               | Competitie          | Competitie | Competitie | Beker | Beker | Internationaal | Internationaal | Overig | Overig | Totaal | Totaal |
| Seizoen                   | Club               | Competitie          | Wed.       | Dlp.       | Wed.  | Dlp.  | Wed.           | Dlp.           | Wed.   | Dlp.   | Wed.   | Dlp.   |
| ------------------------- | ------------------ | ------------------- | ---------- | ---------- | ----- | ----- | -------------- | -------------- | ------ | ------ | ------ | ------ |
| 2013/14                   | Akademisk BK       | 1. division         | 30         | 2          | 0     | 0     | 0              | 0              | 0      | 0      | 30     | 2      |
| 2014/15                   | Akademisk BK       | 1. division         | 17         | 4          | 1     | 0     | 0              | 0              | 0      | 0      | 18     | 4      |
| 2014/15                   | sc Heerenveen      | Eredivisie          | 11         | 0          | 0     | 0     | 0              | 0              | 1      | 0      | 12     | 0      |
| 2015/16                   | sc Heerenveen      | Eredivisie          | 3          | 0          | 0     | 0     | 0              | 0              | 0      | 0      | 3      | 0      |
| 2016/17                   | sc Heerenveen      | Eredivisie          | 18         | 0          | 3     | 2     | 0              | 0              | 0      | 0      | 21     | 2      |
| 2017/18                   | PEC Zwolle         | Eredivisie          | 32         | 5          | 4     | 2     | 0              | 0              | 0      | 0      | 36     | 7      |
| 2018/19                   | PEC Zwolle         | Eredivisie          | 33         | 4          | 3     | 0     | 0              | 0              | 0      | 0      | 36     | 4      |
| 2019/20                   | FK Krasnodar       | Premjer-Liga        | 10         | 1          | 1     | 0     | 7              | 0              | 0      | 0      | 18     | 1      |
| 2020                      | → Colorado Rapids  | Major League Soccer | 14         | 2          | 0     | 0     | –              | –              | 4      | 0      | 18     | 2      |
| 2021                      | → Colorado Rapids  | Major League Soccer | 11         | 1          | 0     | 0     | –              | –              | 1      | 0      | 12     | 1      |
| 2021/22                   | → Sparta Rotterdam | Eredivisie          | 14         | 1          | 0     | 0     | –              | –              | 0      | 0      | 14     | 1      |
| 2022/23                   | Sparta Rotterdam   | Eredivisie          | 26         | 1          | 0     | 0     | –              | –              | 4      | 0      | 30     | 1      |
| 2023/24                   | PEC Zwolle         | Eredivisie          | 30         | 4          | 1     | 0     | –              | –              | 0      | 0      | 31     | 4      |
| 2024/25                   | PEC Zwolle         | Eredivisie          | 18         | 4          | 0     | 0     | –              | –              | 0      | 0      | 18     | 4      |
| Carrière totaal           | Carrière totaal    | Carrière totaal     | 267        | 29         | 13    | 4     | 7              | 0              | 10     | 0      | 297    | 33     |
| Bijgewerkt op 19 mei 2025 |                    |                     |            |            |       |       |                |                |        |        |        |        |